# 240e bataillon de police militaire
Le 240e bataillon de police militaire (anglais : 240th Military Police Battalion) est une unité militaire du Military Police Corps, chargée d'assurer de 1942 à 1945 la sécurité du domaine de Springwood, la résidence secondaire du président américain Franklin Delano Roosevelt.

## Historique
L'unité est formée le 20 août 1942 sous le nom de 240e compagnie de police militaire (anglais : 240th Military Police Company) à partir d'un détachement du 518e bataillon de police militaire. Les hommes de la nouvelle unité doivent mesurer au moins 1,80 m et avoir un quotient intellectuel supérieur à 120. Ils sont également recrutés sur leur beauté physique et sont plus âgés que ceux des autres unités.
La compagnie devient un bataillon le 30 juin 1943. 
Après la mort de Roosevelt le 12 avril 1945, le rôle de l'unité devient moins important. Les hommes du bataillon commencent à être envoyés dans des unités combattantes et sont remplacés par des vétérans. Quinze blessés de guerre assurent à partir de l'été 1945 la garde de la tombe du président.
Le bataillon est dissout le 1er novembre 1945.

## Missions
La 240e compagnie puis le 240e bataillon doivent assurer la protection de la résidence aux côtés des agents du Secret Service. Après septembre 1943, les policiers militaires reçoivent également la mission d'entretenir les jardins et les bâtiments du domaine, la crainte d'espions ne permettant pas l'appel à des ouvriers et jardiniers extérieurs.
Les hommes sont équipés de l'uniforme classique de l'Armée américaine. Contrairement aux autres policiers militaires, ils reçoivent le plus moderne fusil disponible, à savoir le M1 Garand,.